# Quảng Bình

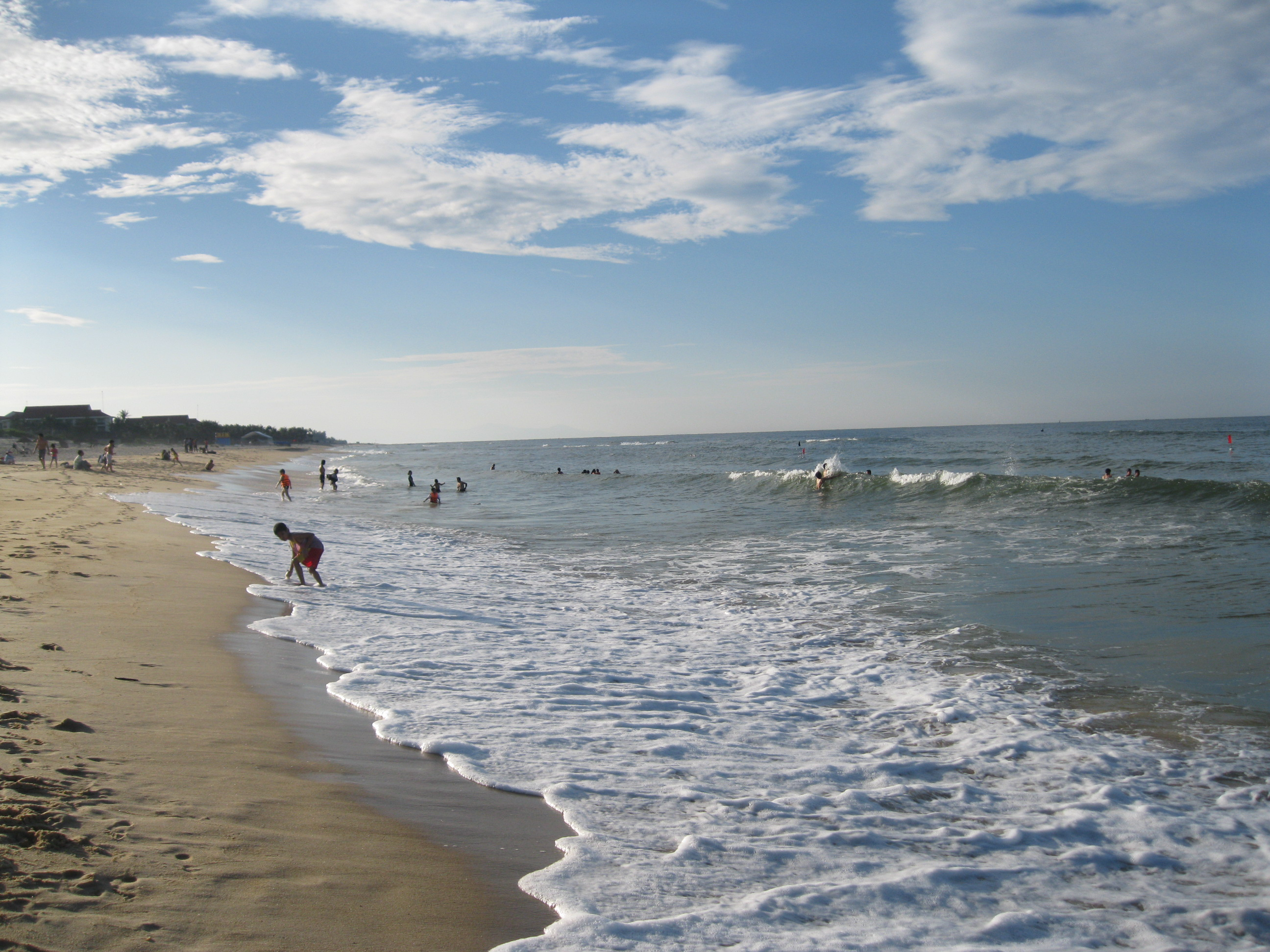
Dong Hoi, Quảng Bình

Quảng Bình este o provincie a Vietnamului. Reședința provinciei este orașul Dong Hoi. Parcul Național Phong Nha-Ke Bang aflat pe lista Patrimoniului Mondial UNESCO și Aeroportul Dong Hoi se află aici.

## Județ
- Lệ Thủy
- Quảng Ninh
- Bố Trạch
- Quảng Trạch
- Tuyên Hóa
- Tuyên Hóa

1. ↑   (PDF) https://monre.gov.vn/VanBan/Lists/VanBanChiDao/Attachments/3012/b4.3_Signed.pdf Lipsește sau este vid: |title= (ajutor)
2. ↑   https://www.gso.gov.vn/en/px-web/?pxid=E0201&theme=Population%20and%20Employment Lipsește sau este vid: |title= (ajutor)
3. ↑   https://mabuuchinh.vn/ Lipsește sau este vid: |title= (ajutor)
4. ↑   http://postcode.vn/ Lipsește sau este vid: |title= (ajutor)